# Коваленко Андрій Валерійович
Андрій Валерійович Коваленко (біл. Андрэй Валер`евіч Каваленка / рос. Андрей Валерьевич Коваленко; нар. 20 березня 1970, Гомель, БРСР) — радянський, білоруський та російський футболіст, півзахисник та нападник.

## Клубна кар'єра
Народився в місті Гомель, вихованець місцевої ДЮСШ. Дорослу футбольну кар'єру прзпочав 1987 року в «Гомсільмаші» в третьому дивізіоні чемпіонату СРСР (на той час гравцеві було 17 років). Потім виступав в аматорських турнірах за «Шинник» (Бобруйськ) та «Алмаз» (Костюківка). Сезон 1991 року розпочав у бараниковській «Кубані», а завершував в складі краснодарських одноклубників. Допоміг команді виграти останній розіграш Другої ліги, а наступного сезону брав участь у першому розіграші Вищої ліги Росії. У сезоні 1992 року зіграв 29 матчів та відзначився 4-ма голами у вищому дивізіоні Росії, але за підсумками сезону краснодарці все ж понизилися в класі.
Незважаючи на це арндрій залишився в еліті, оскільки на початку 1993 року підписав контракт з «Ротором». у волгоградському клубі залишався гравцем ротації, знову зіграв 29 матчів та відзначився 3-ма голами, чергував виходи на поле зі стартового складу та з лави запасних, але допоміг команді стати віце-чемпіоном Росії. Однак наступного року залишив команду й перейшов до представника третього дивізіону чемпіонату Росії, «Колоса» (Краснодар), де приєднався до свого молодшого брата Костянтина. У сезоні 1994 року відзначився 14-ма голами у 37-ми матчах, завдяки чому клуб посів друге місце в Західній групі та піднявся до другого дивізіону. Наступного року провів настільки ж результативний сезон, але не зміг допомогти «Корлосу» уникнути пониження в класі й залишив клуб наприкінці сезону 1995 року.
Потім повернувся до першого дивізіону, де приєднавшись до ростовського «Ростсільмаша», де виступав протягом трьох сезонів з 1996 по 1998 рік. В останньому з вище вказаних сезонів грав рідко, тому на початку 1999 року нетривалий період часу співпрацював з тульським «Арсеналом», а наступного літа перейшов у воронезький «Факел», якому допоміг посісти друге місце в другому дивізіоні та вийти до вищого дивізіону. В еліті російського футболу виступав у першій частині сезону 2000 року, але зрештою залишив Воронеж влітку, щоб повернутися до представника другого дивізіону «Кристал» (Смоленськ). У смоленському колективі завершив сезон 2000 року й розпочав сезон 2001 року, а потім повернувся до «Кубані» (Краснодар), де провів ще два півсезони, щоб завершити 2002 рік у футболці «Рубіну» (Казань).
У 2003 році підписав контракт з грозненським «Тереком», де став гравцем основного складу. Зіграв 39 матчів у чемпіонаті, в яких відзначився 5-ма голами, допоміг команді фінішувати на ч4-му місці, але цього виявилося недостатньо для півдвищення в класі. Потім залишив Грозний і в наступні роки нетривалий період часу грав у «Промінь-Енергії» (Владивосток) та «Динамо» (Ставрополь), в якому й завершив професіональну кар'єру 2006 року у віці 36 років. Після цього виступав на аматорському рівні за «ДНС-Спартак» (Краснодар) та «Дінська» у чемпіонаті Краснодарського краю.
Загалом у найвищому дивізіоні провів 116 матчів, відзначився 17-ма голами.

## Кар'єра в збірній
Свій єдиний матч (товариський) у футболці національної збірної Білорусі провів 29 липня 1995 року, під керівництвом Сергія Боровського проти Литви. Після цього за національну команду не грав.

## Досягнення
«Ротор» (Волгоград)
- Вища ліга Росії
  -  Срібний призер (1): 1993